# Río Don Guillermo
El río Don Guillermo (en Chile) o Guillermo (en Argentina) es un curso de agua binacional que nace en Argentina para entrar a Chile y desembocar en el río de las Chinas que a su vez las entrega al río Serrano que desagua en el océano Pacífico.
El río y la hoya a que pertenece, está incluido en el registro 122 Cuencas costeras entre Seno Andrew, Río Hollemberg e islas al oriente del inventario de cuencas de Chile. En Argentina pertenece a la hoya 81.
Su nombre lo lleva en recuerdo del explorador William Greenwood.

## Trayecto
El río nace en la Cordillera Chica de la pampa argentina, al sur de la cuenca del río Vizcachas, a altitudes que alcanzan los 1000 m s. n. m., fluye hacia el norte hasta acercarse a un afluente de la Laguna Esperanza, que pertenece a la hoya del río Doyle. A partir de entonces gira hacia el oeste y luego hacia el norte por el interior de la estancia Cancha Carrera y pasa hacia Chile entre las sierras "del Cazador" por el norte y "Rogers" por el sur. A partir del cruce internacional se le agrega a su nombre la partícula "Don".
El río bordea por el norte a la ciudad Cerro Castillo.

## Caudal y régimen
Las hoyas hidrográficas de los ríos Don Guillermo y Chorrillos Tres Pasos, el primero afluente del río de Las Chinas, y el segundo afluente del lago Del Toro tienen marcados regímenes pluvionivales, con sus crecidas producto de las lluvias y deshielos de invierno y primavera, y escurrimientos muy bajos durante el resto del año. En años húmedos y secos los mayores caudales ocurren entre junio y octubre, mientras que en el resto del año se observan severos estiajes.: 34 

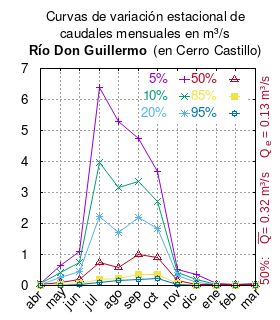
Curvas de variación estacional del río Don Guillermo, afluente del río de Las Chinas, en la estación cerca de Cerro Castillo.

El caudal del río (en un lugar fijo) varía en el tiempo, por lo que existen varias formas de representarlo. Una de ellas son las curvas de variación estacional que, tras largos periodos de mediciones, predicen estadísticamente el caudal mínimo que lleva el río con una probabilidad dada, llamada probabilidad de excedencia. La curva de color rojo ocre (con {\displaystyle {\color {Red}\vartriangle }}) muestra los caudales mensuales con probabilidad de excedencia de un 50%. Esto quiere decir que ese mes se han medido igual cantidad de caudales mayores que caudales menores a esa cantidad. Eso es la mediana (estadística), que se denota Qe, de la serie de caudales de ese mes. La media (estadística) es el promedio matemático de los caudales de ese mes y se denota {\displaystyle {\overline {Q}}}. 
Una vez calculados para cada mes, ambos valores son calculados para todo el año y pueden ser leídos en la columna vertical al lado derecho del diagrama. El significado de la probabilidad de excedencia del 5% es que, estadísticamente, el caudal es mayor solo una vez cada 20 años, el de 10% una vez cada 10 años, el de 20% una vez cada 5 años, el de 85% quince veces cada 16 años y la de 95% diecisiete veces cada 18 años. Dicho de otra forma, el 5% es el caudal de años extremadamente lluviosos, el 95% es el caudal de años extremadamente secos. De la estación de las crecidas puede deducirse si el caudal depende de las lluvias (mayo-julio) o del derretimiento de las nieves (septiembre-enero).

## Historia
Se presume que valle del río Don Guillermo era, en la prehistoria, un pasaje entre la Patagonia oriental y la costa del Pacífico.
Luis Risopatrón lo describe en su Diccionario jeográfico de Chile (1924):: 302 
Don Guillermo (Río). Nace en las faldas NW de la cordillera Latorre, corre hacia el W, en un valle de 5 km de ancho en la parte en que es cruzado por la línea de límites con la Arjentina i se vácia en el río de Las Chinas del lago de El Toro; del patronímico del aventurero inglés Don Guillermo Greenwood, quie solía habitar estos parajes (1877).